# Claude Parent (chanteuse)
Pour les articles homonymes, voir Claude Parent (architecte) et Parent.
Claude Parent, née en 1934, est une chanteuse française, active du milieu des années 1950 jusqu'à la fin des années 1960.

## Biographie
Claude Parent est particulièrement connue pour avoir été en 1967 la voix chantée de Solange Garnier, qu'interprète Françoise Dorléac, dans Les Demoiselles de Rochefort de Jacques Demy.
Dans les années 1950, elle a souvent chanté dans les concerts de Jo Darlays, à la Bourse du travail de Lyon.
De 1955 à la fin des années 1960, elle a enregistré une dizaine de 45 tours.
En 1967, la chanson Un piano dont elle a écrit les paroles et Michel Legrand la musique, chantée par Colette Renard, a connu le succès.

## Filmographie
- 1967 : Les Demoiselles de Rochefort
- 1968 : Les Gauloises bleues